# Pelodytes ibericus
Pelodytes ibericus är en art i familjen Pelodytidae som tillhör ordningen stjärtlösa groddjur. Den har inget officiellt, svenskt trivialnamn, men inom terrariehandeln förekommer det att den kallas iberisk slamdykare.

## Utseende
Arten är mycket lik persiljegrodan, men benen är kortare och de bruna till svarta parningsvalkarna hos hanarna under parningstiden är större. I övrigt har arten ett platt huvud som är bredare än persiljegrodans, och en konisk fotrotsknöl (fotrotsknölen hos persiljegrodan är rund.) Bakfötterna saknar nästan helt simhud, och pupillen är vertikal. Ovansidan är mörkt olivgrå med små, mörkare olivgröna fläckar och tydliga vårtor. Undersidan är vit till ljusbeige. Hanen kan bli upp till 4 cm lång, honan 4,2 cm.

## Utbredning
Arten finns i sydöstra Portugal och södra Spanien.

## Vanor
Pelodytes ibericus förekommer från havsytans nivå upp till 1 450 m i torra till lätt fuktiga områden som skog, buskage, åkermark och saltängar.

### Fortplantning
Grodan leker från oktober till april i ej för djupa vattensamlingar, mindre vattendrag, vattenängar. diken och troligtvis även saltängar. Honan lägger mellan 100 och 335 1 till 1,5 mm stora ägg, som kläcks efter 6 till 9 dagar. Grodynglen förvandlas efter omkring 2,5 månader.

## Status
Pelodytes ibericus är klassificerad som livskraftig ("LC") av IUCN och populationen är stabil. Minskande åtgång på lämpliga färskvattenområden för larvutvecklingen, ökande fragmentering av utbredningsområdet samt inplantering av ädelfisk och röd sumpkräfta kan dock innebära ett visst hot.